# Eurico de Góis
Eurico Dória de Araújo Góis (Salvador, 24 de agosto de 1878 — São Paulo, 2 de março de 1938) foi um advogado, escritor e político brasileiro.
Filho de Antonio dos Reis de Araújo Góis e Carolina Dória Góis, formou-se em direito pela Faculdade de Direito de São Paulo.
Além de Deputado estadual na Bahia de 1921 a 1922, Góis foi o organizador e primeiro diretor da Biblioteca Municipal de São Paulo, sendo sucedido, em 1935, por Rubens Borba de Moraes.

## Bandeira do Brasil
Eu não me insurgi, propriamente contra o Cruzeiro do Sul, que não deixa de ser uma bela constelação, embora haja outras mais belas e tão belas. Porém contra o aspecto infeliz ou a pretensa representação astronômica da bandeira positivista, que nos deram. E também por quererem, à força, que o Cruzeiro do Sul recorde, especial ou simbolicamente, a descoberta do Brasil. [...]

 Góis, 1935, p. 175-176.
Eurico de Góis foi um dos maiores críticos da bandeira republicana, adotada em 1889. Chegou a elaborar um projeto de mudança da bandeira, que foi apresentado e defendido em seu livro, no ano de 1908. Assim era a descrição da proposta de bandeira:
Sobre o retângulo verde e losango amarelo inscrito, assenta uma grande estrela de prata, de cinco pontas (simbolizando o Brasil-República), no centro da qual se vê um anel azul circulado por 21 estrelas de prata (indicando o Brasil-Império), e dentro deste, uma esfera armilar de ouro (presença do Brasil-Reino), sobreposta à cruz vermelha da Ordem de Cristo (recordação do Brasil-Colônia).

Em 1933, na época da nova Assembleia Constituinte, vários outros projetos de reforma da bandeira foram apresentados. Aproveitando a oportunidade, Eurico de Góis, apresentou novo projeto na subcomissão de Anteprojeto Constitucional. A sua bandeira era assim constituída:
Retângulo verde e losango amarelo; no centro: a cruz vermelha, aberta em branco; dentro dela, a bola azul, com as estrelas nas margens, circundando o Cruzeiro.
Em contraste com seu primeiro projeto, este excluía a esfera armiliar e a estrela grande, bem como adiciona as estrelas do Cruzeiro do Sul. Explicou Eurico que o Cruzeiro "não poderia ser retirado, pois já pertencia à alma do povo e recordaria, ainda, a interferência dos positivistas, reincorporados, dessa maneira, no sentimento uno e coletivo da Pátria".

Proposta de Eurico de Góis para bandeira nacional apresentada em 1908
Segundo projeto de Eurico de Góis para bandeira nacional, apresentado em 1933.
Proposta de Eurico de Góis para o brasão nacional em 1908.

## Obras
Entre seus principais escritos, destacam-se:
- Os símbolos nacionais , 1908
- A bandeira positivista, 1927
- Bandeiras e Armas do Brasil, 1935
- Prodigios da Biopsychica Obtidos com o Medium Mirabelli, 1937
- Flor de Neve
- Novela
- A corrente filosófica do século (ensaio)
- Horas de lazer (crônica e outros escritos)
- Valor da Instrução (discurso pedagógico)
- Sobre a metralha...
- O Espiritualismo na Índia e a filosofia vedanta
- O culto e o amor ao livro
- Heroínas paulistas
- Uma festa a Luis
- Um paladino da Abolição